# بريان غوبل
بريان غوبل (بالإنجليزية: Bryan Goebel)‏ هو لاعب البولنغ ‏ أمريكي، ولد في 15 أكتوبر 1961.